# Boys Planet
Boys Planet (tiếng Hàn: 보이즈 플래닛) là một chương trình truyền hình thực tế Hàn Quốc của đài Mnet. Chương trình được phát sóng trên Mnet từ ngày 2 tháng 2 năm 2023 lúc 20:00 KST thứ Năm hằng tuần. Từ ngày 16 tháng 2 năm 2023, giờ phát sóng được thay đổi thành 20:50 KST.
Với hơn một ngàn đơn ứng tuyển, 98 thí sinh đến từ nhiều nơi được chọn tham gia vào chương trình. Các thực tập sinh được chia thành hai nhóm: K-Group (Korean) và G-Group (Global). Được biết chương trình có rất nhiều thực tập sinh tài năng đến từ các công ty có tiếng như Yuehua E, Fantagio, Wake One,....
Trong đêm chung kết được phát sóng trực tiếp vào ngày 20/4/2023, tên nhóm nhạc cuối cùng được công bố là  ZEROBASEONE (ZB1) với sự có mặt của 9 thành viên.

## Ý tưởng chủ đạo và kịch bản
Boys Planet lấy cảm hứng từ chủ đề vũ trụ: Trong đó 2 nhóm thí sinh K-Group và G-Group đóng vai trò là các hành tinh, người dẫn chương trình được mệnh danh là "Star Master". Dưới sự dẫn dắt của 7 "Master", các thí sinh sẽ thể hiện khả năng ca hát, vũ đạo, rap thông qua nhiều vòng đánh giá. Sau mỗi vòng, khán giả (hay còn gọi là "Star Creators") sẽ bình chọn cho thực tập sinh yêu thích của mình để xác định đội hình ra mắt cuối cùng.
Trong chương trình Girls Planet mùa đầu tiên, phạm vi đăng ký giới hạn chỉ trong một số quốc gia như Hàn Quốc, Nhật Bản và Trung Quốc. Còn ở mùa này, quy mô quốc gia được mở rộng để các thí sinh quốc tế có thể tham gia.
Các thực tập sinh được tuyển chọn thông qua 2 vòng đăng ký. Vòng đầu tiên kéo dài từ ngày 11 tháng 12 năm 2021 đến ngày 11 tháng 2 năm 2022, vòng thứ 2 từ ngày 27 tháng 6 đến ngày 21 tháng 8 năm 2022. Những thí sinh cuối cùng được lựa chọn không dựa trên quốc tịch, đại diện công ty hay kinh nghiệm hoạt động ca hát. Và cuối cùng, 98 thí sinh đã được lựa chọn từ 229 công ty quản lý cùng 84 quốc gia khác nhau, bao gồm Hàn Quốc, các khu vực Châu Á, Châu Âu, Bắc Mỹ, Nam Mỹ, Trung Đông. Mục đích của cuộc thi nhằm cho ra mắt một nhóm nhạc tân binh Kpop bao gồm các thực tập sinh trên toàn thế giới, khiến họ trở thành thế hệ Gen 5 đầu tiên của Kpop.

## Thí sinh
Tổng cộng có 98 thí sinh tham gia vào cuộc thi. 49 người Hàn Quốc, còn lại 49 thí sinh đến từ Canada, Trung Quốc, Hồng Kông, Nhật Bản, Đài Loan, Thái Lan, Hoa Kỳ, và Việt Nam.
Tên tiếng Anh của các thí sinh trong bảng dưới đây được dựa theo từ trang chủ chính thức.
Phân loại màu (Thứ hạng nhóm thí sinh trong chương trình)
| 98 thí sinh                                                                                | 98 thí sinh             | 98 thí sinh               | 98 thí sinh               | 98 thí sinh              |
| K-Group · ( Hàn Quốc)                                                                      | K-Group · ( Hàn Quốc)   | K-Group · ( Hàn Quốc)     | K-Group · ( Hàn Quốc)     | K-Group · ( Hàn Quốc)    |
| ------------------------------------------------------------------------------------------ | ----------------------- | ------------------------- | ------------------------- | ------------------------ |
| Sung Han-bin (성한빈)                                                                      | Park Gun-wook (박건욱)  | Kim Tae-rae (김태래)      | Kim Gyu-vin (김규빈)      | Kim Ji-woong (김지웅)    |
| Han Yu-jin (한유진)                                                                        | Park Han-bin (박한빈)   | Lee Hoe-taek (이회택)     | Kum Jun-hyeon (금준현)    | Lee Jeong-hyeon (이정현) |
| Yoo Seung-eon (유승언)                                                                     | Yoon Jong-woo (윤종우)  | Cha Woong-ki (차웅기)     | Lee Seung-hwan (이승환)   | Seo Won (서원)           |
| Mun Jung-hyun (문정현)                                                                     | Park Ji-hoo (박지후)    | Oh Sung-min (오성민)      | Lee Ye-dam (이예담)       | Jung Min-gyu (정민규)    |
| Lim Jun-seo (임준서)                                                                       | Ji Yun-seo (지윤서)     | Lee Dong-yeol (이동열)    | Bak Do-ha (박도하)        | Lee Da-eul (이다을)      |
| Park Hyun-been (박현빈)                                                                    | Jeong I-chan (정이찬)   | Choi Woo-jin (최우진)     | Lee Dong-gun (이동건)     | Lee Hwan-hee (이환희)    |
| Choi Ji-ho (최지호)                                                                        | Choi Seung-hun (최승훈) | Kim Min-seoung (김민성)   | Han Seo-bin (한서빈)      | Park Min-seok (박민석)   |
| Jang Yeo-jun (장여준)                                                                      | Jang Ji-ho (장지호)     | Jung Ho-jin (정호진)      | Jeon Woo-seok (전우석)    | Park Gwan-young (박관영) |
| Jeon Ho-young (전호영)                                                                     | Jung Se-yun (정세윤)    | Kim Min-hyuk (김민혁)     | Hong Keon-hee (홍건희)    | Han Yu-seop (한유섭)     |
| Jang Min-seo (장민서)                                                                      | Jung Hwan-rok (정환록)  | Jo Eun-woo (조은우)       | Yeom Tae-gyun (염태균)    |                          |
| G-Group · ( Canada, Trung Quốc, Hồng Kông, Nhật Bản, Đài Loan, Thái Lan, Hoa Kỳ, Việt Nam) |                         |                           |                           |                          |
| Chương Hạo (章昊)                                                                          | Seok Matthew (석매튜)   | Ricky (沈泉锐)            | Jay (제이)                | Keita (佳汰)             |
| Na Kamden (나캠든)                                                                         | Vương Tử Hạo (王子浩)   | Hiroto (大翔)             | Haruto (晴翔)             | Trần Quan Duệ (陳冠叡)   |
| Ollie (刘天跃)                                                                             | Takuto (拓斗)           | Trương Suất Bác (张帅博)  | Mã Tĩnh Tường (马靖翔)    | Thái Cẩm Hân (蔡锦昕)    |
| Anthonny (アントニー)                                                                      | Wumuti (أمۇت)           | Brian (何廷威)            | Trần Kiến Vũ (陈建宇)     | Đặng Hồng Hải            |
| Công                                                                                       | Krystian (王南钧)       | Yuki (由暉)               | Tuyên Hạo (宣淏)          | Văn Nghiệp Thần (文邺辰) |
| Min (มิน)                                                                                   | Yutaka (豊)             | Haru (暖琉)               | Trần Nhiệm Hữu (陳任佑)   | Trần Lương (陈梁)        |
| Ouju (桜樹)                                                                                | Dương Quân (杨钧)       | Ichika (一翔)             | Vương Nhan Hoằng (王颜宏) | Nice (ไนซ์)               |
| Đông Đông (东东)                                                                           | Winnie (วินนี่)            | Khâu Thăng Dương (邱勝揚) | Trần Dự Canh (陈誉庚)     | Osuke (央修)             |
| Hyo (飛燿)                                                                                 | Kei (敬)                | Itsuki (樹)               | Toui (透唯)               | Yuto (佑都)              |
| Riku (陸)                                                                                  | Lâm Sĩ Nguyên (林士元)  | Phùng Tuấn Lam (冯俊岚)   | Đào Nguyên (陶源)         |                          |

## Thứ hạng

### Top 9
Top 9 thí sinh được chọn thông qua bình chọn trực tuyến trên ứng dụng điện thoại Mnet Plus và lượt bình chọn của người xem trực tiếp. Số phiếu được tính dựa trên 50% phiếu Hàn và 50% phiếu quốc tế.
Phân loại màu
| # | Tập 1        | Tập 2               | Tập 5              | Tập 6              | Tập 8               | Tập 11             | Tập 12              |
| - | ------------ | ------------------- | ------------------ | ------------------ | ------------------- | ------------------ | ------------------- |
| 1 | Sung Han-bin | Sung Han-bin · ()   | Sung Han-bin · ()  | Sung Han-bin · ()  | Sung Han-bin · ()   | Sung Han-bin · ()  | Chương Hạo · (1)    |
| 2 | Kim Ji-woong | Han Yu-jin · (1)    | Seok Matthew · (3) | Han Yu-jin · (2)   | Chương Hạo · (2)    | Chương Hạo · ()    | Sung Han-bin · (1)  |
| 3 | Han Yu-jin   | Kim Ji-woong · (1)  | Kim Ji-woong · ()  | Seok Matthew · (1) | Han Yu-jin · (1)    | Kim Ji-woong · (2) | Seok Matthew · (6)  |
| 4 | Lee Da-eul   | Kim Gyu-vin · (1)   | Han Yu-jin · (2)   | Chương Hạo · (1)   | Seok Matthew · (1)  | Kim Tae-rae · (3)  | Ricky · (4)         |
| 5 | Kim Gyu-vin  | Seok Matthew · (27) | Chương Hạo · (2)   | Kim Ji-woong · (2) | Kim Ji-woong · ()   | Han Yu-jin · (2)   | Park Gun-wook · (7) |
| 6 | Lee Hoe-taek | Lee Hoe-taek · ()   | Kim Gyu-vin · (2)  | Kim Gyu-vin · ()   | Kim Gyu-vin · ()    | Keita · (2)        | Kim Tae-rae · (2)   |
| 7 | Chương Hạo   | Chương Hạo · ()     | Lee Hoe-taek · (1) | Kim Tae-rae · (4)  | Kim Tae-rae · ()    | Kim Gyu-vin · (1)  | Kim Gyu-vin · ()    |
| 8 | Anthonny     | Jay · (22)          | Keita · (6)        | Keita · ()         | Keita · ()          | Ricky · (6)        | Kim Ji-woong · (5)  |
| 9 | Kim Tae-rae  | Lee Da-eul · (5)    | Jay · (1)          | Jay · ()           | Park Gun-wook · (2) | Seok Matthew · (5) | Han Yu-jin · (4)    |

### Vòng bình chọn đầu tiên
Thời gian diễn ra vòng bình chọn đầu tiên từ ngày 2 đến 24 tháng 2 năm 2023. Và chỉ lấy 52 thực tập sinh trong số 98 thực tập sinh tham gia chương trình.
Tổng cộng 52,434,522 lượt bình chọn từ 176 quốc gia được ghi nhận. Trong đó 11.9 lượt bình chọn từ người Hàn Quốc, và 40.5 triệu từ người xem quốc tế.
Ở vòng loại thứ 2, dựa trên số liệu vote của mỗi người, ban tổ chức đã xếp hạng và chỉ có 28 thực tập sinh được ở lại.
Việc loại được dựa trên tổng số điểm cá nhân.
Phân loại màu
| Hạng | Thí sinh       | Nhóm | Lượt bình chọn | Lượt bình chọn | Điểm      | Hạng | Thí sinh        | Nhóm | Lượt bình chọn | Lượt bình chọn | Điểm      |
| Hạng | Thí sinh       | Nhóm | Hàn Quốc       | Toàn cầu       | Điểm      | Hạng | Thí sinh        | Nhóm | Hàn Quốc       | Toàn cầu       | Điểm      |
| ---- | -------------- | ---- | -------------- | -------------- | --------- | ---- | --------------- | ---- | -------------- | -------------- | --------- |
| 1    | Sung Han-bin   | K    | 1,043,564      | 2,818,836      | 8,343,418 | 27   | Jung Min-gyu    | K    | 153,454        | 208,559        | 1,054,053 |
| 2    | Seok Matthew   | G    | 838,865        | 2,470,738      | 6,983,610 | 28   | Ollie           | G    | 57,483         | 616,473        | 1,050,683 |
| 3    | Kim Ji-woong   | K    | 848,515        | 2,400,044      | 6,944,462 | 29   | Vương Tử Hạo    | G    | 31,866         | 617,231        | 1,039,147 |
| 4    | Han Yu-jin     | K    | 924,664        | 1,997,419      | 6,757,634 | 30   | Lim Jun-seo     | K    | 154,069        | 174,791        | 1,016,985 |
| 5    | Chương Hạo     | G    | 594,480        | 2,259,107      | 5,636,185 | 31   | Na Kamden       | G    | 135,650        | 283,288        | 962,611   |
| 6    | Kim Gyu-vin    | K    | 783,359        | 1,514,108      | 5,511,180 | 32   | Mã Tĩnh Tường   | G    | 118,148        | 250,791        | 843,660   |
| 7    | Lee Hoe-taek   | K    | 478,834        | 1,742,488      | 4,469,324 | 33   | Đặng Hồng Hải   | G    | 55,615         | 414,962        | 781,564   |
| 8    | Keita          | G    | 311,495        | 2,038,551      | 4,107,663 | 34   | Oh Sung-min     | K    | 96,616         | 174,879        | 760,796   |
| 9    | Jay            | G    | 343,093        | 1,988,046      | 4,081,057 | 35   | Công            | G    | 67,052         | 355,367        | 760,796   |
| 10   | Park Gun-wook  | K    | 424,712        | 1,431,312      | 3,728,699 | 36   | Trương Soái Bác | G    | 100,017        | 226,367        | 732,400   |
| 11   | Kim Tae-rae    | K    | 572,660        | 686,987        | 3,514,786 | 37   | Krystian        | G    | 18,023         | 489,839        | 713,399   |
| 12   | Ricky          | G    | 121,057        | 1,228,473      | 2,122,327 | 38   | Yoon Jong-woo   | K    | 72,487         | 204,190        | 692,766   |
| 13   | Lee Da-eul     | K    | 268,805        | 627,749        | 2,103,468 | 39   | Lee Jeong-hyeon | K    | 84,968         | 149,181        | 676,361   |
| 14   | Kum Jun-hyeon  | K    | 260,720        | 495,016        | 1,896,096 | 40   | Lee Dong-yeol   | K    | 66,411         | 202,621        | 664,047   |
| 15   | Takuto         | G    | 223,223        | 696,749        | 1,882,600 | 41   | Brian           | G    | 91,794         | 178,290        | 634,033   |
| 16   | Haruto         | G    | 89,646         | 1,058,396      | 1,764,148 | 42   | Lee Ye-dam      | K    | 54,356         | 219,178        | 632,536   |
| 17   | Yoo Seung-eon  | K    | 256,031        | 348,099        | 1,689,228 | 43   | Wumuti          | G    | 23,170         | 324,127        | 521,445   |
| 18   | Seo Won        | K    | 181,959        | 583,003        | 1,664,080 | 44   | Park Ji-hoo     | K    | 66,861         | 87,145         | 516,507   |
| 19   | Anthonny       | G    | 69,905         | 1,002,268      | 1,604,766 | 45   | Trần Kiến Vũ    | G    | 47,722         | 230,991        | 508,693   |
| 20   | Lee Seung-hwan | K    | 137,004        | 662,583        | 1,569,664 | 46   | Lee Hwan-hee    | K    | 63,688         | 168,531        | 507,947   |
| 21   | Hiroto         | G    | 95,458         | 743,432        | 1,381,864 | 47   | Ji Yun-seo      | K    | 49,239         | 78,759         | 428,248   |
| 22   | Park Han-bin   | K    | 151,471        | 426,785        | 1,327,899 | 48   | Lee Dong-gun    | K    | 13,200         | 169,339        | 387,236   |
| 23   | Mun Jung-hyun  | K    | 173,899        | 209,832        | 1,145,501 | 49   | Park Hyun-been  | K    | 39,237         | 72,877         | 376,700   |
| 24   | Bak Do-ha      | K    | 120,784        | 385,881        | 1,140,151 | 50   | Thái Cẩm Hân    | G    | 61,109         | 82,301         | 374,970   |
| 25   | Cha Woong-ki   | K    | 136,790        | 329,584        | 1,137,561 | 51   | Choi Woo-jin    | K    | 20,040         | 100,778        | 368,077   |
| 26   | Trần Quan Duệ  | G    | 50,877         | 538,204        | 1,059,856 | 52   | Jeong I-chan    | K    | 11,527         | 142,653        | 345,335   |

### Vòng bình chọn thứ hai
Giai đoạn bỏ phiếu thứ hai diễn ra từ ngày 2 đến ngày 17 tháng 3 năm 2023.
Star Creators đã bình chọn cho sáu chàng trai bất kể họ thuộc nhóm nào. Tổng cộng, 47.586.404 phiếu bầu từ 178 quốc gia đã được ghi lại. Khoảng 10,5 triệu phiếu bầu trong số này được bầu bởi người Hàn Quốc, trong khi 37 triệu đến từ khán giả toàn cầu.
Việc loại được dựa trên tổng số điểm cá nhân.
Phân loại màu
| Hạng | Thí sinh      | Nhóm | Lượt bình chọn | Lượt bình chọn | Điểm      | Hạng | Thí sinh        | Nhóm | Lượt bình chọn | Lượt bình chọn | Điểm      |
| Hạng | Thí sinh      | Nhóm | Hàn Quốc       | Toàn cầu       | Điểm      | Hạng | Thí sinh        | Nhóm | Hàn Quốc       | Toàn cầu       | Điểm      |
| ---- | ------------- | ---- | -------------- | -------------- | --------- | ---- | --------------- | ---- | -------------- | -------------- | --------- |
| 1    | Sung Han-bin  | K    | 864,631        | 2,360,757      | 7,043,213 | 15   | Yoon Jong-woo   | K    | 258,264        | 849,578        | 2,259,317 |
| 2    | Chương Hạo    | G    | 561,860        | 2,599,059      | 6,128,945 | 16   | Haruto          | G    | 77,203         | 1,440,154      | 2,198,036 |
| 3    | Han Yu-jin    | K    | 789,745        | 1,847,342      | 6,045,275 | 17   | Yoo Seung-eon   | K    | 300,794        | 452,115        | 1,941,578 |
| 4    | Seok Matthew  | G    | 529,478        | 2,583,500      | 5,812,430 | 18   | Seo Won         | K    | 160,956        | 620,298        | 1,624,641 |
| 5    | Kim Ji-woong  | K    | 686,209        | 1,983,266      | 5,751,211 | 19   | Vương Tử Hạo    | G    | 36,624         | 1,039,895      | 1,600,605 |
| 6    | Kim Gyu-vin   | K    | 694,761        | 1,319,888      | 5,088,364 | 20   | Na Kamden       | G    | 200,211        | 390,565        | 1,507,389 |
| 7    | Kim Tae-rae   | K    | 716,438        | 1,206,278      | 4,790,626 | 21   | Lee Seung-hwan  | K    | 137,004        | 662,583        | 1,470,722 |
| 8    | Keita         | G    | 202,889        | 2,599,031      | 4,254,415 | 22   | Trần Quan Duệ   | G    | 80,491         | 738,761        | 1,312,569 |
| 9    | Park Gun-wook | K    | 338,834        | 1,242,684      | 3,228,542 | 23   | Trương Suất Bác | G    | 199,937        | 290,028        | 1,277,094 |
| 10   | Kum Jun-hyeon | K    | 466,902        | 746,044        | 3,070,589 | 24   | Lee Jeong-hyeon | K    | 185,150        | 270,625        | 1,185,270 |
| 11   | Lee Hoe-taek  | K    | 328,217        | 1,145,640      | 3,055,925 | 25   | Takuto          | G    | 127,763        | 465,513        | 1,175,739 |
| 12   | Jay           | G    | 137,997        | 1,751,677      | 2,872,951 | 26   | Cha Woong-ki    | K    | 126,418        | 416,876        | 1,107,219 |
| 13   | Park Han-bin  | K    | 319,978        | 795,702        | 2,719,441 | 27   | Ollie           | G    | 61,620         | 636,467        | 1,095,860 |
| 14   | Ricky         | G    | 233,522        | 1,215,285      | 2,616,791 | 28   | Hiroto          | G    | 78,994         | 560,757        | 1,077,299 |

### Vòng bình chọn thứ ba
Giai đoạn bỏ phiếu thứ ba diễn ra từ ngày 23 tháng 3 đến ngày 7 tháng 4 năm 2023.
Star Creators đã bình chọn cho ba chàng trai bất kể họ thuộc nhóm nào. Tổng cộng, 31.750.293 phiếu bầu từ 182 quốc gia đã được ghi lại. Khoảng 6,35 triệu phiếu bầu trong số này được bầu bởi người Hàn Quốc, trong khi 25,4 triệu đến từ khán giả toàn cầu.
Việc loại được dựa trên tổng số điểm cá nhân.
Phân loại màu
| Hạng | Thí sinh     | Nhóm | Lượt bình chọn | Lượt bình chọn | Điểm      | Hạng | Thí sinh        | Nhóm | Lượt bình chọn | Lượt bình chọn | Điểm      |
| Hạng | Thí sinh     | Nhóm | Hàn Quốc       | Toàn cầu       | Điểm      | Hạng | Thí sinh        | Nhóm | Hàn Quốc       | Toàn cầu       | Điểm      |
| ---- | ------------ | ---- | -------------- | -------------- | --------- | ---- | --------------- | ---- | -------------- | -------------- | --------- |
| 1    | Sung Han-bin | K    | 641,077        | 1,748,576      | 5,389,363 | 10   | Lee Hoe-taek    | K    | 263,565        | 871,805        | 2,406,896 |
| 2    | Chương Hạo   | G    | 329,902        | 1,835,261      | 4,342,882 | 11   | Park Han-bin    | K    | 277,403        | 783,470        | 2,365,604 |
| 3    | Kim Ji-woong | K    | 385,631        | 1,287,173      | 3,536,122 | 12   | Park Gun-wook   | K    | 227,208        | 954,454        | 2,329,809 |
| 4    | Kim Tae-rae  | K    | 483,920        | 881,110        | 3,519,583 | 13   | Jay             | G    | 62,829         | 1,400,608      | 2,264,984 |
| 5    | Han Yu-jin   | K    | 397,884        | 1,210,430      | 3,501,402 | 14   | Yoo Seung-eon   | K    | 329,368        | 477,070        | 2,242,196 |
| 6    | Keita        | G    | 94,012         | 2,079,095      | 3,069,047 | 15   | Yoon Jong-woo   | K    | 211,875        | 908,368        | 2,194,327 |
| 7    | Kim Gyu-vin  | K    | 407,240        | 785,674        | 3,017,119 | 16   | Kum Jun-hyeon   | K    | 293,395        | 577,185        | 2,187,613 |
| 8    | Ricky        | G    | 251,118        | 1,117,293      | 2,851,613 | 17   | Lee Jeong-hyeon | K    | 260,595        | 431,541        | 2,041,636 |
| 9    | Seok Matthew | G    | 207,736        | 1,343,815      | 2,718,044 | 18   | Na Kamden       | G    | 298,261        | 426,049        | 2,022,976 |

### Chung kết
Đêm chung kết được tổ chức và phát sóng trực tiếp vào ngày 20 tháng 4 năm 2023. Hwang Min-hyun thông báo rằng tên của nhóm nhạc nam mới thành lập sẽ là ZEROBASEONE (tiếng Hàn: 제로베이스원; Romaja: Jerobeiseuwon, viết tắt là ZB1).
Các Star Creator sẽ bình chọn cho một thí sinh bất kể nhóm của anh ấy. Tổng cộng, 9.398.916 phiếu bầu từ 184 quốc gia đã được ghi nhận, bao gồm 8.177.501 phiếu bầu từ đợt bỏ phiếu đầu tiên diễn ra từ ngày 7 tháng 4 đến ngày 19 tháng 4 năm 2023 và 1.221.415 phiếu bầu trong đợt bỏ phiếu thứ hai được tổ chức trực tiếp trong đêm chung kết và nơi tất cả các phiếu bầu đã được nhân đôi. Khoảng 1,87 triệu phiếu bầu trong số này được bầu bởi người Hàn Quốc, trong khi 7,52 triệu đến từ khán giả toàn cầu.
| Hạng | Tên           | Nhóm | Lượt bình chọn | Lượt bình chọn | Tổng điểm | Công ty chủ quản        |
| Hạng | Tên           | Nhóm | Hàn Quốc       | Toàn cầu       | Tổng điểm | Công ty chủ quản        |
| ---- | ------------- | ---- | -------------- | -------------- | --------- | ----------------------- |
| 1    | Chương Hạo    | G    | 167,210        | 929,685        | 1,998,154 | Yuehua Entertainment    |
| 2    | Sung Han-bin  | K    | 224,477        | 612,823        | 1,888,414 | Studio Gl1de            |
| 3    | Seok Matthew  | G    | 130,061        | 841,495        | 1,702,174 | MNH Entertainment       |
| 4    | Ricky         | G    | 148,837        | 662,324        | 1,572,089 | Yuehua Entertainment    |
| 5    | Park Gun-wook | K    | 135,059        | 568,597        | 1,386,039 | Jellyfish Entertainment |
| 6    | Kim Tae-rae   | K    | 185,511        | 337,631        | 1,349,595 | Wake One Entertainment  |
| 7    | Kim Gyu-vin   | K    | 180,989        | 352,928        | 1,346,105 | Yuehua Entertainment    |
| 8    | Kim Ji-woong  | K    | 145,938        | 487,434        | 1,338,984 | Nest Management         |
| 9    | Han Yu-jin    | K    | 135,980        | 413,379        | 1,196,622 | Yuehua Entertainment    |

## Danh sách đĩa nhạc

### Đĩa đơn mở rộng
| Tiêu đề                         | Chi tiết | Vị trí biểu đồ đỉnh | Vị trí biểu đồ đỉnh | Doanh số            |
| Tiêu đề                         | Chi tiết | KOR                 | JPN Comb.           | Doanh số            |
| ------------------------------- | --- | ------------------- | ------------------- | ------------------- |
| Boys Planet – Artist Battle     | - Phát hành: ngày 6 tháng 4 năm 2023 - Hãng đĩa: Stone Music Entertainment - Định dạng: Digital download, streaming Track list 1. Switch 2. SuperCharger 3. Over Me 4. Say My Name 5. En Garde (준비, 시작!) | —                   | 12                  | - JPN: 2,082 (Dig.) |
| Boys Planet – Final TOP9 Battle | - Phát hành: ngày 21 tháng 4 năm 2023 - Hãng đĩa: Stone Music Entertainment - Định dạng: Digital download, streaming Track list 1. Jelly Pop 2. Hot Summer 3. Not Alone                                      | TBA                 | TBA                 | TBA                 |

### Đĩa đơn
| Tiêu đề                                                                                       | Năm  | Vị trí cao nhất | Vị trí cao nhất | Album                           |
| Tiêu đề                                                                                       | Năm  | KOR             | JPN Hot 100     | Album                           |
| --------------------------------------------------------------------------------------------- | ---- | --------------- | --------------- | ------------------------------- |
| "Here I Am (난 빛나)"                                                                         | 2023 | —               | —               | Không phải đĩa đơn album        |
| "Switch"                                                                                      | 2023 | —               | —               | Boys Planet – Artist Battle     |
| "SuperCharger"                                                                                | 2023 | —               | —               | Boys Planet – Artist Battle     |
| "Over Me"                                                                                     | 2023 | 179             | —               | Boys Planet – Artist Battle     |
| "Say My Name"                                                                                 | 2023 | 58              | 77              | Boys Planet – Artist Battle     |
| "En Garde" (준비, 시작!)                                                                      | 2023 | 185             | —               | Boys Planet – Artist Battle     |
| "Jelly Pop"                                                                                   | 2023 | TBA             | TBA             | Boys Planet – Final TOP9 Battle |
| "Hot Summer"                                                                                  | 2023 | TBA             | TBA             | Boys Planet – Final TOP9 Battle |
| "Not Alone"                                                                                   | 2023 | TBA             | TBA             | Boys Planet – Final TOP9 Battle |
| "—" biểu thị phát hành này không nằm trong bảng xếp hạng hoặc không phát hành tại khu vực đó. |      |                 |                 |                                 |

## Tỉ lệ người xem
| Mùa | Mùa | Số tập | Số tập | Số tập | Số tập | Số tập | Số tập | Số tập | Số tập | Số tập | Số tập | Số tập | Số tập | Trung bình |
| Mùa | Mùa | 1      | 2      | 3      | 4      | 5      | 6      | 7      | 8      | 9      | 10     | 11     | 12     | Trung bình |
| --- | --- | ------ | ------ | ------ | ------ | ------ | ------ | ------ | ------ | ------ | ------ | ------ | ------ | ---------- |
|     | 1   | N/A    | N/A    | 240    | 218    | 204    | 206    | 236    | 278    | 241    | 260    | 325    | 338    | 255        |

| Tập | Ngày phát sóng          | Tỉ lệ người xem trung bình (Nielsen Korea) | Tỉ lệ người xem trung bình (Nielsen Korea) |
| Tập | Ngày phát sóng          | Toàn Quốc                                  | Seoul                                      |
| --- | ----------------------- | ------------------------------------------ | ------------------------------------------ |
| 1 | Ngày 2 tháng 2 năm 2023 | 0.379% (88th)                              | N/A                                        |
| 2 | 9 tháng 2 năm 2023      | 0.586% (51st)                              | N/A                                        |
| 3 | 16 tháng 2 năm 2023     | 0.821% (27th)                              | 1.195% (8th)                               |
| 4 | 23 tháng 2 năm 2023     | 0.772% (27th)                              | 1.000% (NR)                                |
| 5 | 2 tháng 3 năm 2023      | 0.803% (23rd)                              | 1.000% (NR)                                |
| 6 | 9 tháng 3 năm 2023      | 0.724% (25th)                              | 1.067% (9th)                               |
| 7 | 16 tháng 3 năm 2023     | 0.890% (21st)                              | 1.115% (7th)                               |
| 8 | 23 tháng 3 năm 2023     | 0.884% (19th)                              | 1.110% (9th)                               |
| 9 | 30 tháng 3 năm 2023     | 0.865% (17th)                              | 1.232% (9th)                               |
| 10 | 6 tháng 4 năm 2023      | 0.878% (23rd)                              | 1.100% (NR)                                |
| 11 | 13 tháng 4 năm 2023     | 1.000% (14th)                              | 1.396% (7th)                               |
| 12 | 20 tháng 4 năm 2023     | 1.210% (6th)                               | 1.657% (4th)                               |
| Trung bình | Trung bình              | 0.818%                                     | 1.187%                                     |
| - Trong bảng trên đây, số màu xanh biểu thị cho tỷ lệ người xem thấp nhất và số màu đỏ biểu thị cho tỷ lệ người xem cao nhất. - N/A biểu thị đánh giá không được phát hành. - NR biểu thị chương trình không nằm trong top 10 chương trình hằng ngày vào ngày đó. - Chương trình này được phát sóng trên hệ thống các kênh truyền hình cáp/trả phí nên số lượng người xem thấp hơn so với truyền hình miễn phí (ví dụ như KBS, SBS, MBC và EBS). |                         |                                            |                                            |

## Sự nghiệp sau chương trình
Đội hình cuối cùng, ZEROBASEONE sẽ ra mắt vào tháng 7 năm 2023.
- Một số thí sinh trở về nhóm ban đầu của họ:
  - Keita và Yeom Tae-gyun trở về Ciipher.
  - Lee Hoe-taek trở về Pentagon.
  - Seo Won, Jang Ji-ho, và Winnie trở về NINE.i [ko].
  - Mã Tĩnh Tường trở về Midsummer Cubs.
  - Lee Dong-yeol và Lee Hwan-hee trở về UP10TION.
  - Tuyên Hạo trở về DREAM4.
  - Kei trở về EDAMAME BEANS.
  - Phùng Tuấn Lam trở về ECAT.
  - Jung Hwan-rok trở về withus.
- Một số thực tập sinh rời công ty / gia nhập công ty mới:
  - Công ký hợp đồng với Mustation Entertainment.[16]
  - Lee Dong-yeol[17] và Lee Hwan-hee rời TOP Media.[18]
  - Lee Da-eul và Lim Jun-seo rời 143 Entertainment[19]
  - Itsuki rời MLD Entertainment.

- - Cha Woong-ki , Haruto , Anthony , Min và Park Min-seok rời Wake One Entertainment.
  - Park Ji-hoo và Han Seo-bin rời H1ghr Music.
    - Park Ji-hoo gia nhập Wake One Entertainment.

  - Jung Min-gyu rời CABIN74 và ký hợp đồng với Fantagio.
- Một số thí sinh sẽ debut trong các nhóm nhạc nam mới hoặc ra sản phẩm âm nhạc với tư cách nghệ sĩ solo:
  - Hiroto sẽ ra mắt trong nhóm nam mới của RBW vào tháng 10 năm 2023.
  - Trương Suất Bác phát hành đĩa đơn mang tên "With You" vào ngày 16 tháng 5 năm 2023.
  - Jeong I-chan đã phát hành album solo thứ hai mang tên "Strange" vào ngày 12 tháng 7 năm 2023.
  - Khâu Thăng Dương ra mắt trong nhóm nhạc nam mới của Tpop, OPENsi vào ngày 26 tháng 6 năm 2023, với đĩa đơn "A Little Love".
  - Trần Dự Canh sẽ ra mắt với tư cách nghệ sĩ solo vào ngày 15 tháng 8 năm 2023 với EP "List".
  - Haruto, Anthony, Takuto và Yuto sẽ ra mắt với tư cách thành viên nhóm nhạc ''TOZ''